# Superessivo
Il superessivo è un caso avverbiale presente nel finnico. Usato per descrivere il posizionamento, si ottiene posponendo le particelle -alla o -ällä a un numero limitato di pronomi. Non esiste la forma plurale.
Esempi:
- tuolla (eccezione) = laggiù
- muualla = in altro luogo